# Luigi Binelli Mantelli
Luigi Mario Binelli Mantelli (Breno, 4 dicembre 1950) è un ammiraglio italiano, già capo di stato maggiore della Marina, è stato capo di stato maggiore della Difesa, da gennaio 2013 a febbraio 2015.

## Biografia
Nasce in Valcamonica dove la famiglia, di origine piemontese, si era trasferita per seguire il nonno, nominato direttore della centrale idroelettrica di Cedegolo. Frequenta il Collegio navale "Morosini" di Venezia e l'Accademia navale di Livorno dal 1969 al 1973, anno in cui si imbarca sul cacciatorpediniere Audace, passando poi all'Ardito nel 1974-76. Dopo aver ricevuto il comando di diverse navi (vedi scheda), nel 1995 ha partecipato alla missione United Shield in Somalia.
Dall'ottobre 1999 all'ottobre 2001 è stato il primo comandante del Gruppo navale italiano (COMGRUPNAVIT) e (dal 30 ottobre 2000) Comandante della Forza anfibia italo-spagnola (COMSIAF). È stato promosso contrammiraglio il 1º luglio 1998, ammiraglio di divisione il 1º luglio 2002 e ammiraglio di squadra il 1º luglio 2007. Dal 10 marzo 2004 al 18 aprile 2007 è stato Capoufficio generale del capo di stato maggiore della Difesa. Dal 30 aprile 2007 al 20 aprile 2009, ha ricoperto l'incarico di sottocapo di stato maggiore della Marina. Da quella data è stato comandante in capo della Squadra Navale e Comandante delle Forze Marittime Europee.
È stato nominato capo di stato maggiore della Marina il 21 gennaio 2012. La cerimonia del passaggio di consegne fra Binelli Mantelli e il suo predecessore Bruno Branciforte è avvenuta il 2 marzo 2012 a Palazzo Marina, Roma. Il 6 dicembre 2012 è stato nominato dal governo Monti nuovo capo di stato maggiore della Difesa; promosso ammiraglio (grado NATO OF-10) ha assunto l'incarico il 31 gennaio 2013. Ha lasciato l'incarico al generale Claudio Graziano il 28 febbraio 2015.